# 魏忠賢
魏 忠賢（ぎ ちゅうけん、隆慶2年1月30日（1568年2月27日） - 天啓7年11月4日（1627年12月11日））は、中国明代の宦官。

## 生涯
河間府粛寧県の出身。もとの姓は魏。貧農の家庭に生まれ無頼の生活を送ってはいたが、弓術と乗馬は得意だった。しかし博打の負けで嬲り者にされ妻と離別、娘も売らざるを得なくなった。この時同じ賭場で宦官が贅沢三昧のまま優遇されてるのを目の当たりにし、衝動的に自ら去勢して名も李進忠と改め宦官として宮中に入る。皇子の朱由校の生母の食事係となり、手先が器用で媚びへつらいがうまい彼は後宮で勢力のある魏朝に目をかけられ、名も魏忠賢と改名。その引き立てで朝廷の内事を担当する司礼監だった王安に接近し、気に入られて皇子の食事を整える係となった。そして皇子が特別の感情を持っている乳母の客氏の愛人になり後宮の実力者になる。
万暦48年（1620年）に万暦帝が崩御し、同年に父の泰昌帝を経て朱由校が天啓帝として即位すると、同じく客氏と愛人関係にある魏朝と三角関係で対立しかけたが、王安に仲裁されて魏朝が退くことで決着がつき、二人はあえて夫婦になった。しかし魏忠賢は魏朝のみならず王安までも邪魔者と見なして殺し、皇帝の批答の代理を行うきわめて高い地位を得た。天啓帝は趣味の木工細工に熱中して政務に関心を持たなかったこともあり、魏忠賢自ら皇帝に代わって政務を司り朝廷のことは大小にかかわらず決裁した（皇帝が木工遊びに熱中している合間に上奏し結果的に承諾を得ていた）。宮廷の規則や前例をことごとく暗記する驚異的な記憶力の持ち主で、意に沿わない者と見るやその氏名や過去の行為果ては人相までも調べ上げた。そして罪科があると見れば違反があれば過度な厳刑で処刑し、批判的と見れば徹底的に論難しては非難の上で拷問・殺害。瑕疵の無い者であっても容疑や罪科を捏造しては処断し、私怨であっても容赦なく報復的に処罰した。一方、出世や栄達を目論む者が靡くと見れば積極的に取り込んだ。
天啓3年（1623年）には特務機関である東廠の長官に就任。天啓4年（1624年）、左副都御史の楊漣らが24の罪状で魏忠賢を弾劾すると自ら東林党の大弾圧を指揮し、王安が迎えた東林派の閣僚を投獄し各地の書院を取り潰した。東林党の人士は現実の政治に合わない理想論を掲げ、閣僚相手でも清議として攻撃するのを躊躇わなかったため非東林派の閣僚や官僚などから一連の東林党弾圧は歓迎された。しかし東廠の密偵を全土に放ちどんな瑣末事でも批判的と見れば閣僚であろうと庶民であろうと逮捕しては厳刑に処す魏忠賢の弾圧は、やがて非東林派の人士までもが標的となり結局は保身がために唯々諾々とならざるを得なくなった。その弾圧振りの凄まじさに関してはこんな逸話が残っている。
魏忠賢は権勢を完全に掌握しただけでは飽き足らず、宮中で馬を乗り回しては皇帝の面前であっても下馬も拝礼もしなかった。更に自らに手兵として三千人の宦官たちを武装させ、宮中で軍事訓練をした。果ては自分の息のかかった者に「魏忠賢の功績は多大であるから、孔子と並んで称えるべきだ」と進言させ、自ら堯天舜徳至聖至神（ぎょうてんしゅんとくしせいししん）と堯や舜に匹敵する聖人であると称えさせるまでになった。外出するとなれば前方を衛士の隊伍が道を清め更に数万人の人馬がお供として続き、道を挟んだ民衆に叩頭させては「九千歳」と唱和させるのが常となった（「万歳」は皇帝にしか使えないため、千歳減らした。後には九千九百歳まで格上げした）。各地に自らの像を収めた祠を作らせるほどの権勢を誇った。天啓6年（1626年）には西湖の湖畔に生祠を築造させた。
天啓7年（1627年）に天啓帝が崩御し、弟の崇禎帝が即位。この時期には満洲のヌルハチが後金を建国し東北に勢力を拡大していたが、たとえ後金相手に負けたとしても魏忠賢や側近に賄賂を贈れば勝ったと誤魔化す事が出来たヌルハチの勢力は抑えられないものになっていった。当然崇禎帝からはこうした一連の罪を糾弾され、鳳陽へ左遷される途中に逮捕の報を聞き阜城で仲間の李朝欽と共に首を吊って自殺した。遺体は磔にされ、首は晒し者にされた。加えて内縁の客氏・甥の魏良卿を始めとして一族郎党は尽く処刑され莫大な全財産は没収、配下や側近も殺害または自殺・追放され宮中に入る前に儲けた娘一人だけが結局は粛清を免れている。

## 逸話
- 仏教を篤く信仰し、自らの墓所として北京の碧雲寺を拡張させている。魏忠賢の自殺後に遺体を晒し者にされたことで叶うことが無かったが、後に清朝が北京に入城する際にその衣服と遺骨が墓に収められている。

## 登場作品
映画
- 『ブレイド・マスター』(2014年、演：金士傑（中国語版）)
- 『修羅:黒衣の反逆』(2017年、演：金士傑)

テレビドラマ
- 『白髪魔女伝〜美しき復讐鬼〜』（1999年、演：周紹棟（中国語版））
- 「明末風雲」(2005年、日本未公開、魏宗万)
- 「江山風雨情」(2005年、日本未公開、李丁)
- 『侠骨丹心（中国語版）』(2006年、演：李国華（中国語版）)
- 「明珠遊龍」(2012年、日本未公開、演：邢琪琦)
- 『白髪妖魔伝（中国語版）』(2014年、演：倪大宏（中国語版）)
- 『歓楽無双～恋する事件帖～』(2015年、演：魏子昕)【※作中での姓は蘇】
- 「袁崇煥」(2018年、日本未公開、演：梁冠華（中国語版）)